# Rushville (Iowa)
Pour les articles homonymes, voir Rushville.
Rushville est une communauté non incorporée du comté de Jasper en Iowa.
Elle a été fondée en 1857.